# Guerra di Pomerania
La guerra di Pomerania fu un teatro della guerra dei Sette anni. Il termine venne utilizzato per descrivere i combattimenti tra la Svezia e la Prussia tra il 1757 ed il 1762 nella Pomerania svedese, nella Pomerania prussiana, Brandeburgo e Meclemburgo-Schwerin.
La guerra venne caratterizzata da continui movimenti degli eserciti svedese e prussiano senza che vi fosse una vittoria decisiva. La guerra iniziò quando le forze svedesi avanzarono nel territorio prussiano nel 1757, ma vennero respinti e bloccati a Stralsund sino a quando le forze dell'Impero russo non intervennero nel 1758. Nel corso degli eventi, la Svezia riprese le proprie incursioni nel territorio prussiano nelle quali la piccola flotta prussiana venne distrutta e le aree a sud di Neuruppin vennero occupate, ma la campagna dovette essere bloccata già sul finire del 1759 in quanto gli svedesi si trovarono in condizioni di non riuscire a conquistare la fortezza prussiana di Stettino né ad unirsi coi loro alleati russi.
Un contrattacco prussiano alla Pomerania svedese nel gennaio del 1760 venne respinto, e negli anni le forze svedesi avanzarono nuovamente nel territorio prussiano sino a Prenzlau prima di ritirarsi nuovamente verso la Pomerania svedese per l'inverno. Un'altra campagna svedese in Prussia ebbe inizio nell'estate del 1761, ma ben presto questi si ritrovarono a corto di rifornimenti e di equipaggiamenti. Lo scontro finale della guerra ebbe luogo nell'inverno del 1761/62 presso Malchin e Neukalen in Meclemburgo, poco oltre il confine della Pomerania svedese, prima che le parti in guerra si accordassero per la tregua di Ribnitz il 7 aprile 1762. Quando il 5 maggio l'alleanza russo-prussiana eliminò le speranze degli svedesi di ottenere futura assistenza dagli zar, la Svezia venne costretta a firmare la pace.
La guerra terminò formalmente il 22 maggio 1762 con la pace di Amburgo tra la Prussia, il Meclemburgo e la Svezia. Le speranze della Svezia di recuperare i territori persi alla Prussia nel 1720 svanirono e la guerra si dimostrò impopolare e costosa.

## Antefatto
La causa principale dell'intervento svedese nella guerra dei sette anni furono le pressioni dell'Hattpartiet (partito dei cappelli) che credeva che Federico II di Prussia sarebbe riuscito a soccombere in una guerra lampo e pertanto la Svezia avrebbe potuto così riottenere i possedimenti in Pomerania che erano stati ceduti alla Prussia nel 1720, al termine della Grande guerra del nord. Anche in patria del resto la Svezia aveva accennato alla volontà di rivedere la monarchia sul modello prussiano per l'influenza della regina Luisa Ulrica di Prussia, sorella di Federico, che i membri dell'Hattpartiet intendevano con questa guerra umiliare.
L'invasione della Sassonia nel 1756 da parte di Federico II di Prussia venne utilizzata come pretesto per dare inizio alla guerra, annunciata sia dalla Svezia che dalla Francia (sua storica alleata) come violazione dei trattati della pace di Vestfalia del 1648, dei quali entrambi si erano fatti garantisti. Il 21 marzo 1757 i governi di Francia e Austria si accordarono per sottoscrivere una convenzione nella quale Svezia e Francia si sarebbero impegnate a favore del mantenimento della pace in Germania. La Svezia, a giugno di quello stesso anno, inviò 20 000 soldati in Germania ed il 13 settembre questi invasero la Pomerania prussiana.
Per evitare che questa invasione potesse apparire come una guerra di aggressione (in teoria nessuna guerra poteva avere inizio senza il consenso degli Stati Generali), gli Svedesi non inviarono nessuna dichiarazione di guerra e presentarono al parlamento l'aggressione alla Germania come un atto di pacificazione. Solo quando giunsero i supporti finanziari della Francia, ad ogni modo, gli svedesi furono in grado di dichiarare ufficialmente guerra, il 22 settembre 1757. Ad ogni modo il partito svedese aveva sovrastimato la forza dell'esercito svedese i cui uomini erano impreparati ad una guerra aperta sul continente e male equipaggiati.

## La guerra

### 1757–1758
L'esercito svedese inviato in Germania era appena sufficiente a prendere posizione sul continente, ma face ogni preparativo pur non disponendo di fondi sufficienti. Il comandante svedese, il feldmaresciallo Mattias Alexander von Ungern-Sternberg, prendendo coscienza della situazione e disobbedendo agli ordini del suo governo e dell'agente francese marchese Marc René de Montalembert di portare il suo esercito ad ogni costo a Berlino, ritornò invece nel novembre del 1757 nella Pomerania svedese dove gli svedesi vennero assediati dai prussiani a Stralsund ed a Rügen.
Von Ungern-Sternberg lasciò il comando delle truppe il 21 dicembre 1757 a Gustaf von Rosen, ma von Rosen venne costretto anch'egli a notevoli difficoltà sotto il blocco prussiano. Questo blocco venne levato solo il 18 giugno 1758 con l'intervento dell'esercito russo alleato della Svezia, ma von Rosen, fiaccato, lasciò a sua volta il comando al generale Gustav David Hamilton. Augustin Ehrensvard prese la collina di Peenemünde il 27 luglio, e Hamilton inviò 16 000 uomini a supportare i russi che stavano assediando la fortezza prussiana di Küstrin. Ad ogni modo, dopo la loro sconfitta a Zorndorf decise di marciare invece verso la Sassonia per unirsi agli austriaci. Ad ogni modo, non si spinse oltre Neuruppin, nel Brandeburgo e subì una pesante sconfitta il 26 settembre nella battaglia di Tornow, per quanto il maggiore Carl Constantin De Carnall fu in grado di raggiungere Fehrbellin con 800 uomini solo per scoprire di dover fronteggiare circa 5000 prussiani nella battaglia che qui si combatté il 28 settembre.
Dopo il fallimento dell'invasione austriaca della Sassonia, Hamilton lasciò Neuruppin il 10 ottobre e marciò verso il fiume Oder nella speranza di riunirsi coi russi. Fall' in questo intento e le forze svedesi dovettero ritirarsi nei loro quartieri invernali in Pomerania svedese. Il governo lo incolpò del fallimento e lo costrinse a rinunciare al comando, cosa che Hamilton fece il 23 novembre 1758. Hamilton venne rimpiazzato come comandante il 19 dicembre da Jacob Albrecht von Lantingshausen.

### 1759
All'inizio del 1759, un esercito prussiano costrinse gli svedesi alla ritirata verso Stralsund, lasciando le guarnigioni di Demmin, Anklam e Peenemünde dopo duri combattimenti. L'avanzata dei russi a maggio liberò la Pomerania svedese, ma per la mancanza di denaro e rifornimenti il comandante svedese poté iniziare la sua campagna solo nel mese di agosto. Il suo obbiettivo era quello di assediare Stettino e per prepararsi a questo Lantingshausen permise ad Axel von Fersen di prendere con sé 4000 uomini per catturare Usedom e Wollin mentre Lantingshausen prese con sé il grosso dell'esercito per avanzare nella Pomerania prussiana. Ad ogni modo, per la mancanza di cooperazione tra gli alleati, non fu in grado di assediare Stettino ed in quell'autunno si ritirò nella Pomerania svedese.

### 1760–1762
I prussiani quindi invasero la Pomerania svedese il 20 gennaio 1760, ma questa volta ne vennero respinti il 28 gennaio dalle truppe svedesi che penetrarono sino ad Anklam e riuscirono a catturare il generale prussiano Heinrich von Manteuffel. Malgrado questi successi, Lantingshausen ed i suoi 15 000 uomini erano ancora a corto di rifornimenti e partirono con l'invasione della Prussia ad agosto, principalmente per reperire cibo. Gli svedesi si spinsero sino a Prenzlow (attuale Prenzlau), in Brandeburgo, con 6000 uomini, lasciando Augustin Ehrensvard con un distaccamento di fanti a Pasewalk. Qui venne attaccato e respinse coraggiosamente il nemico, ma Ehrensvard venne ferito e dovette cedere il comando poco dopo.
La mancanza di ufficiali validi sul campo, costrinse Lantingshausen a tornare nella Pomerania svedese, dove rimase l'intero inverno senza essere attaccato dai prussiani. Per quanto il suo comando avesse ecceduto ogni aspettativa, Lantingshausen si dimostrava stanco delle immense difficoltà trovate e nel giugno del 1761 diede le proprie dimissioni. Solo a luglio il suo successore, Augustin Ehrensvard, fu in grado di raccogliere altri 7000 uomini per invadere il Brandeburgo. Per quanto superiori all'esercito prussiano, gli svedesi erano male equipaggiati e riuscirono ad ottenere solo successi minimi. A settembre inviò due reggimenti sotto il comando del conte Fredrik Vilhelm von Hessenstein a supportare i russi che stavano assediando Kolberg dal 1759. Ad ogni modo, Hessenstein dovette ritirarsi poco dopo e ad ottobre di quello stesso anno l'intero contingente svedese tornò nella Pomerania svedese. Inviò però il generale Jacob Magnus Sprengtporten con delle truppe leggere (chiamate Sprengtportenska) a Meclemburgo ed il 23 dicembre sconfisse i prussiani a Malchin; poco dopo venne circondato dalle forze prussiane e venne salvato all'ultimo solo dall'intervento esterno di Ehrensvard. Un'avanguardia guidata dal generale De Carnall sconfisse i prussiani a Neukalen (2 gennaio 1762) che tentavano di bloccare la strada e Ehrensvard poté così marciare verso Malchin. Ad ogni modo, tornò immediatamente dopo in Pomerania svedese ed il 7 aprile firmò la pace di Ribnitz col nemico.

## Conseguenze
In Svezia, la guerra di Pomerania fu particolarmente impopolare, costosa e vista come futile dal pubblico; anche a livello politico i membri dell'Hattpartiet che avevano promosso questa guerra si ritrovarono con un enorme deficit di bilancio che portò alla loro caduta dal governo nel 1765. La morte della zarina Elisabetta di Russia nel gennaio del 1762 cambiò l'intera situazione politica europea. Il 5 maggio, infatti, venne formalizzata una nuova alleanza russo-prussiana, ed ora la Svezia si trovava così privata del proprio alleato principale. Attraverso la mediazione della regina di Svezia, lo stato svedese sottoscrisse infine la pace di Amburgo con la Prussia ed il Meclemburgo il 22 maggio, accettando la sconfitta e riportando lo status quo ante bellum.